# Bitijor Bagaiya
Bitijor Bagaiya – gaun wikas samiti w środkowej części Nepalu  w strefie Dźanakpur w dystrykcie Sindhuli. Według nepalskiego spisu powszechnego z 2001 roku liczył on 325 gospodarstw domowych i 1874 mieszkańców (906 kobiet i 968 mężczyzn).